# Phytocoris buenoi
Phytocoris buenoi är en insektsart som beskrevs av Knight 1920. Phytocoris buenoi ingår i släktet Phytocoris och familjen ängsskinnbaggar. Inga underarter finns listade i Catalogue of Life.